# Nappersdorf-Kammersdorf
Nappersdorf-Kammersdorf là một thị trấn ở huyện Hollabrunn trong bang Niederösterreich, ở nước Áo. Đô thị này có diện tích 38,86 km², dân số năm 2001 là 1333 người.